# Ursela Monn

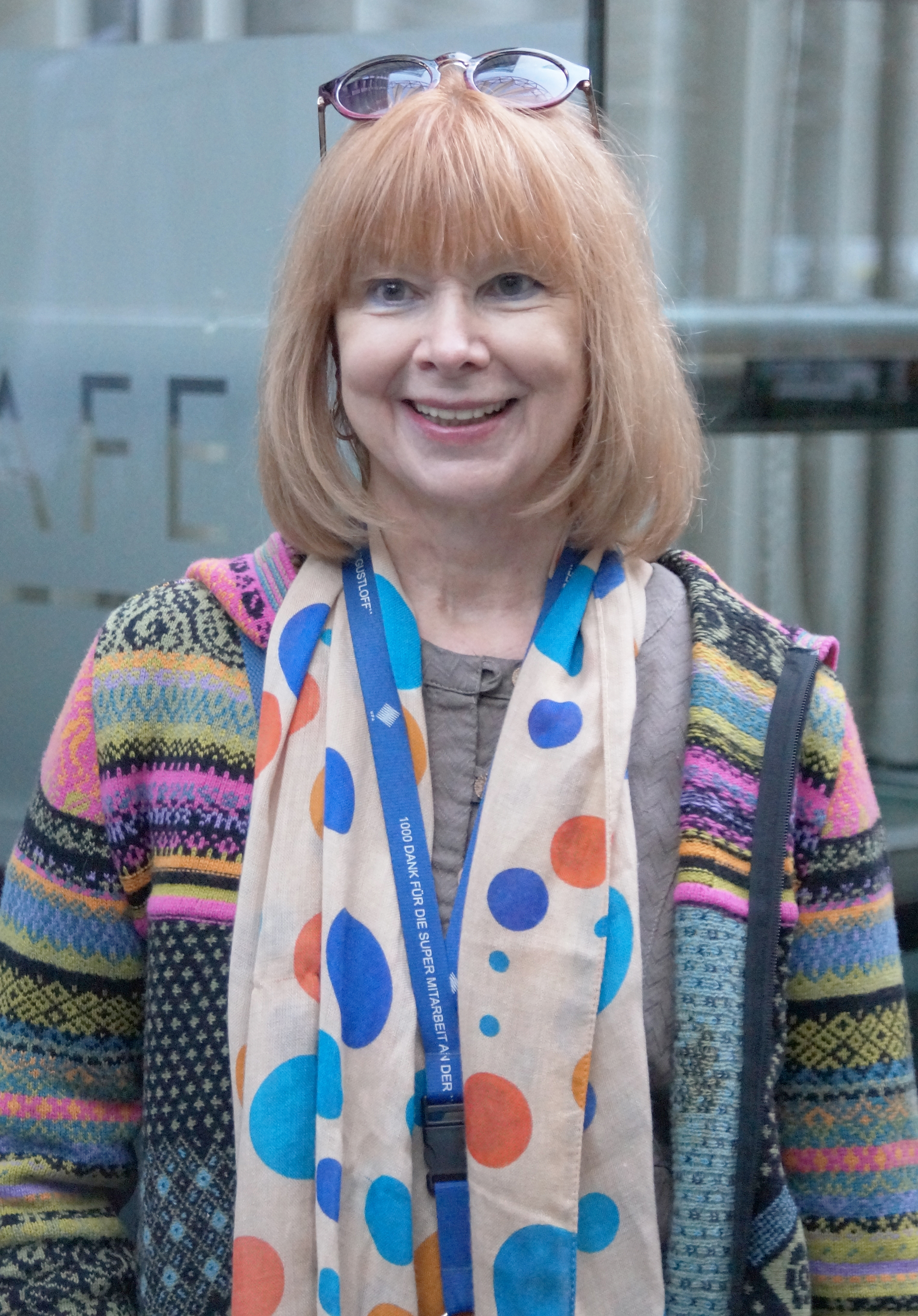
Ursela Monn (2016)

Ursela Monn (* 2. Dezember 1950 in West-Berlin) ist eine deutsch-schweizerische Schauspielerin, Hörspielsprecherin und Sängerin. Seit 1970 stand sie in über 120 Film- und Fernsehproduktionen vor der Kamera. 

## Leben

### Ausbildung und Theater
Ursela Monn wuchs als Tochter eines Schweizers polnischer Abstammung und einer Irin in Berlin-Frohnau mit ihrer älteren Schwester auf, wo sie die französische Schule besuchte. Ab ihrem elften Lebensjahr erhielt sie Ballettunterricht. Eineinhalb Jahre lang besuchte sie das Max Reinhardt Seminar in Wien. Ihre erste Bühnenrolle spielte sie in dem Musical Anatevka. Dort fiel sie Boy Gobert auf, der sie noch vor Abschluss ihrer Schauspielausbildung an das Thalia Theater nach Hamburg holte. 1976 schied sie dort aus. Ab 1998 spielte sie Theater in Berlin, vor allem im Renaissance-Theater, sowie in München und in Düsseldorf. Weitere Gastengagements führten sie an das Theater an der Wien und an das Theater am Neumarkt Zürich.

### Film und Fernsehen

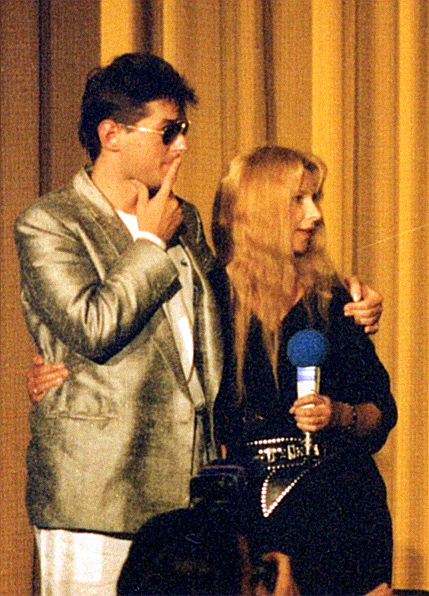
Ursela Monn mit Falco 1986 bei der Filmpremiere von Geld oder Leber! in Essen

Ihr Filmdebüt gab Monn im Alter von 19 Jahren unter der Regie von Erwin Klein als Beatrice in dem Kinosexfilm Dornwittchen und Schneeröschen. Danach spielte sie in mehreren Spielfilmen auf der Kinoleinwand und im Fernsehen. Ein Höhepunkt ihrer Filmkarriere war 1986 ihre Rolle der gewieften Bankräuberin Susanne in der Komödie Geld oder Leber!, wo sie an der Seite von Mike Krüger und Falco spielte. 1991 übernahm sie neben Hans Peter Korff als dessen Filmehefrau Edith Wrede die Hauptrolle in Hartmut Griesmayrs Unser Haus. Die Zusammenarbeit mit Griesmayr setzte sie 1993 mit der Filmkomödie Ein Mann für meine Frau, wo sie an der Seite von Robert Atzorn und Iris Berben die Rolle der Carolin spielte, fort. In der Kinderfilm-Trilogie Rico, Oskar und die Tieferschatten (2014), Rico, Oskar und das Herzgebreche (2014) und Rico, Oskar und der Diebstahlstein (2016) übernahm sie die Rolle der Elke Dahling.
Seit 1972 wirkt Monn regelmäßig in Fernsehproduktionen. Ihr Fernsehdebüt hatte sie in einer Folge der historischen ARD-Fernsehserie Das Jahrhundert der Chirurgen. Der Durchbruch gelang ihr 1977 in der Rolle der Rieke in der 13-teiligen ZDF-Verfilmung Ein Mann will nach oben nach dem Roman von Hans Fallada. Von 1987 bis 1990 spielte sie neben Grit Boettcher eine durchgehende Serienrolle als Bahnhofskneipenkellnerin Kitti in der ZDF-Serie Wartesaal zum kleinen Glück. Mit der Hauptrolle der Pensionsleiterin Karin Börner, die ihre Familie in Berlin zurücklässt, um sich in München beruflich neu zu orientieren, in der vierzehnteiligen Familienserie Pension Corona hatte sie 1990 eine weitere beim Publikum erfolgreiche Rolle beim ZDF. 1998 erhielt sie bei RTL mit Dr. Monika Lindt ihre eigene Fernsehserie; in ihr spielte sie die titelgebende engagierte Kinderärztin.
Seit 2006 verkörpert Monn als Charlotte Baumgart, zusammen mit Gunter Schoß, die Eltern der von Elisabeth Lanz gespielten Titelrolle in der Fernsehserie Tierärztin Dr. Mertens. Als Bärbel Haase spielte sie von 2008 bis 2011 in der deutsch-österreichischen Arztserie Doctor’s Diary die Krankenschwester in der Onkologie und Mutter der von Diana Amft dargestellten Assistenzärztin „Gretchen“. Seit 2018 verkörpert sie an der Seite von Aglaia Szyszkowitz in der Endlich Freitag im Ersten-Reihe Billy Kuckuck (seit 2025 Eine mit Herz) als Christel Geuskens die durchgehende Rolle der Mutter der Protagonistin.

### Hörspielarbeiten und Musik
Monn betätigt sich seit Anfang der 1970er Jahre kontinuierlich als Hörspielsprecherin. Von 1978 bis 1981 sprach sie die Titelfigur in der achtteiligen Kinder-Hörspielserie Kleine Hexe Klavi-Klack. Die Rolle der Erzählerin übernahm sie zwischen 1985 und 1989 in der US-amerikanischen Hörspielreihe Regina Regenbogen. Sie wirkte in zahlreichen weiteren Hörspielserien als Gast mit, unter anderem bei Die drei ??? und TKKG.
Zudem ist Monn als Musikerin und Sängerin tätig. 1978 veröffentlichte sie mit Riekes Jesänge, auf der sie Berliner Chansons interpretiert, bei Philips ihre erste LP. Mit Was geht denn das die andern an... erschien ihre zweites und zugleich letztes Album. Für die Ariola-Kompilation Hits des Jahrhunderts nahm Monn 1987 zusammen mit Barbara Schöne, Gunter Gabriel, Dieter Hallervorden, Gillian Scalici, Dorthe Kollo und Achim Strietzel Schlager des 20. Jahrhunderts, wie Ich bin von Kopf bis Fuß auf Liebe eingestellt, Wenn du denkst, du denkst, dann denkst du nur, du denkst oder Mutter, der Mann mit dem Koks ist da, neu auf. Als Solo-Interpretation nahm sie ihre Version von Claire Waldoffs Titel Hannelore, schönstes Kind vom Hall'schen Tore auf.

### Privates
Ursela Monn war in zweiter Ehe mit dem englischen Regisseur und Autor Ralph Bridle (* 1950) verheiratet. Danach heiratete sie den Fernsehproduzenten Michael Wintzer. Sie hat einen Sohn (* 1981) und lebt in Berlin.

## Filmografie

### Filme
- 1970: Dornwittchen und Schneeröschen
- 1973: Ein besserer Herr
- 1973: Im Schillingshof
- 1976: Alle Jahre wieder – Die Familie Semmeling (Dreiteiler)
- 1977: Damen haben Vortritt
- 1977: Der Abgeordnete von Bombignac
- 1977: Die Dämonen (Vierteiler)
- 1978: Die Faust in der Tasche
- 1979: Warum die UFOs unseren Salat klauen
- 1980: Mal raus aus dem Alltag
- 1980: Jeder lacht auf seine Weise
- 1982: Urlaub am Meer
- 1982: Die Gartenlaube
- 1984: Das zerbrochene Haus
- 1984: Die Frau des Kommissars
- 1984: Nebenwirkungen
- 1985: Einmal Ku’damm und zurück
- 1985: Spiel im Schloß
- 1985: Bereit zum Mord
- 1986: Zieh den Stecker raus, das Wasser kocht
- 1986: Geld oder Leber!
- 1986: Novemberkatzen
- 1987: Jokehnen (Dreiteiler)
- 1987: Ohne Lizenz
- 1988: Ein Schweizer namens Nötzli
- 1988: Eine Bonner Affäre
- 1988: Ede und das Kind
- 1990: Die Richterin
- 1990: Mich will ja keiner
- 1991: Unser Haus
- 1993: Ein Mann für meine Frau
- 1993: Stich ins Herz
- 1993: Der Gartenkrieg
- 1995: Der Neger Weiss
- 1995: Kissenschlacht
- 1997: Das Recht auf meiner Seite
- 1997: Eine Familie zum Küssen
- 2004: Geerbtes Glück
- 2004: Das Bernstein-Amulett (Zweiteiler)
- 2004: Liebe ohne Rückfahrschein
- 2004: Liebe auf Bewährung
- 2006: Wo ist Fred?
- 2008: Putzfrau Undercover
- 2009: Tango im Schnee
- 2012: Plötzlich 70!
- 2014: Rico, Oskar und die Tieferschatten
- 2014: Die Geschlechtskriegerinnen
- 2015: Eins ist nicht von dir
- 2015: Rico, Oskar und das Herzgebreche
- 2016: Rico, Oskar und der Diebstahlstein
- 2016: Handwerker und andere Katastrophen
- 2019: Mein Freund, das Ekel

### Fernsehserien und -reihen
- 1972: Das Jahrhundert der Chirurgen (Folge 1x03: Das Fenster zum Licht)
- 1973: Die Tausender-Reportage (Folge 1x09: Prügel in Berlin?)
- 1974: Tatort: Gift (Folge 1x42)
- 1975: Im Auftrag von Madame (Folge 3x12: Dirhams)
- 1975: Hoftheater (11 Folgen)
- 1977–1980: Pariser Geschichten (27 Folgen)
- 1978: Ein Mann will nach oben (13 Folgen)
- 1979: So ’ne und so ’ne (9 Folgen)
- 1979: Pour tout l'or du Transvaal (6 Folgen)
- 1981: Die Laurents (Folge 1x03: Streit ums Erbe – 1720)
- 1981: Das Traumschiff – Die erste Reise: Karibik
- 1984: Die Krimistunde (Folge 1x09: Die Geheimformel)
- 1986: Ein heikler Fall (Folge 1x02: Alles aus Liebe)
- 1986: Didi – Der Untermieter (Folge 2x07: Freitag, der 13.)
- 1987–1990: Wartesaal zum kleinen Glück (37 Folgen)
- 1987: Praxis Bülowbogen (Folge 1x05: Rhythmusstörungen)
- 1988: Spätes Glück nicht ausgeschlossen
- 1989: Kasse bitte! (2 Folgen)
- 1989: Derrick (Folge 16x08: Die Kälte des Lebens)
- 1989: Ein Heim für Tiere (Folge 4x10: Franziska, das Trüffelschwein)
- 1989: Berliner Weiße mit Schuß (Folge 6x05: Ist das ’n Urlaub)
- 1990: Der Millionenerbe (Folge 1x03: Gefährliche Reise)
- 1990: Pension Corona (14 Folgen)
- 1991–1993: Der Hausgeist (12 Folgen)
- 1992–1993: Unser Lehrer Doktor Specht (6 Folgen)
- 1992: Haus am See (12 Folgen)
- 1992: Wolffs Revier (Folge 1x12: Zivilcourage)
- 1993–1994: Auto Fritze (26 Folgen)
- 1993: Gute Zeiten, schlechte Zeiten (6 Folgen)
- 1993: Vater braucht eine Frau (5 Folgen)
- 1994: Die Kommissarin (Folge 1x02: Schokoladenkönig)
- 1994: Peter Strohm (Folge 4x08: Notwehr)
- 1995: Ein unvergeßliches Wochenende (Folge 1x10: In Lissabon)
- 1995: Der Clan der Anna Voss (6 Folgen)
- 1996: Dr. Stefan Frank – Der Arzt, dem die Frauen vertrauen (Folge 2x02: Denn sie weiß nicht, was sie tut)
- 1997: Großstadtrevier (Folge 7x06: Das zweite Gesicht)
- 1998: Dr. Monika Lindt – Kinderärztin, Geliebte, Mutter (9 Folgen)
- 1999: Der Landarzt (6 Folgen)
- 1999–2000: Klinik unter Palmen (3 Folgen)
- 2002: Alphateam – Die Lebensretter im OP (Folge 7x07: Zu neuen Ufern)
- 2003: Der kleine Mönch (Folge 2x06: Die dicke Nonne)
- 2005: Mit Herz und Handschellen (Folge 2x09: 50 Stunden Eiszeit)
- 2005: Kanzleramt (Folge 1x05: Kanzlermehrheit)
- seit 2006: Tierärztin Dr. Mertens (Fernsehserie)
- 2007: Die Rettungsflieger (Folge 11x06: Für immer und ewig)
- 2008–2011: Doctor’s Diary (22 Folgen)
- 2007: In aller Freundschaft (Folge 10x12: Reizende Stimmung)
- 2008: Lilly Schönauer: Und dann war es Liebe (Fernsehreihe)
- 2008: Türkisch für Anfänger (Folge 3x15: Die, in der Cem Hausmann werden will)
- 2010: Kreuzfahrt ins Glück – Hochzeitsreise nach Korfu (Fernsehreihe)
- 2012: Inga Lindström: Sommer der Erinnerung (Fernsehreihe)
- 2009: SOKO 5113 (Folge 36x14: Der einzige Zeuge)
- 2011: Rosamunde Pilcher – Sonntagskinder (Fernsehreihe)
- 2013: Rosamunde Pilcher – Alte Herzen rosten nicht
- 2013: Katie Fforde: Eine teure Affäre (Fernsehreihe)
- 2014: Schmidt – Chaos auf Rezept (3 Folgen)
- 2015: Binny und der Geist (Folge 1x11: Der Schulball)
- 2015: In aller Freundschaft – Die jungen Ärzte (Folge 1x17: Alte Liebe)
- 2015: Einfach Rosa – Wolken über Kapstadt (Fernsehreihe)
- 2016: Rosamunde Pilcher – Haustausch mit Hindernissen
- 2016: SOKO Köln (Folge 13x09: Wetten, dass ... ?)
- seit 2018: Billy Kuckuck / Eine mit Herz
  - 2018: Margot muss bleiben!
  - 2019: Eine gute Mutter
  - 2020: Aber bitte mit Sahne!
  - 2021: Angezählt
  - 2022: Mutterliebe
  - 2025: Familiengeheimnisse
- 2019: Bettys Diagnose (Folge 5x16: Glücksgefühl)
- 2019: Beck is back! (Folge 2x04: Tod den Tyrannen und 2x08 Die Lehrerin)
- 2021: Mein Freund, das Ekel (6 Folgen)

## Hörspiele (Auswahl)
- 1971: Papa Großnase (fontana Hörspiel, als Prinzessin)
- 1972: Zeus Weinsteins Abenteuer (Krimihörreihe des NDR)
- 1976: Die Brandung von Hossegor (als Frieda Greb)
- 1977: Duell auf Sizilianisch von Nikolai von Michalewsky (BR, als Barbara)
- 1978: Draußen im Land (HR)
- 1978: Die Krankheit der Phantasie
- 1978: Antares 8 (Maritim Hörspiel, als Tatjana)
- 1978–1981: Kleine Hexe Klavi-Klack (Hörspielserie, als Klavi-Klack)
- 1980: Vogelgezwitscher (als Trixie)
- 1980: Das Geheimnis der englischen Silberschalen von Stefan Murr (WDR, als Floppy Sulzer)
- 1981: Julia, die Meisterdetektivin (zweiteilige Hörspielserie, als Julia)
- 1981: Madeleine Tel. 13 62 11 von Will Berthold (Bestseller-Serie, als Madeleine Petrowitt)
- 1985–1989: Regina Regenbogen (Hörspielserie, als Erzählerin)
- 1985: Die drei ??? und der heimliche Hehler (37, als Regina)
- 1986: Rotkäppchens Liebe (WDR, als Rotraut)
- 1986: Hanni und Nanni – Hanni & Nanni sind immer dagegen (1, als Fräulein Kennedy)
- 1989: Playmobil – Das Indianerland (13, als Katie Silver)
- 1989: Filmation’s Ghostbusters – Der Heuschreck-Schreck (5, als Eddies Tante)
- 2016: DreamLand-Grusel – In den Fängen des Todes (25)
- 2017: DreamLand-Grusel – Der Atem des Rippers (28), Die Rache der Natur (31)

## Diskografie

### Alben
- 1978: Riekes Jesänge (Philips)
- 1981: Was geht denn das die andern an... (Ariola)

### Singles
- 1978: Ick Liebe Dir, Ick Liebe Dich (Philips)

## Auszeichnungen
- 1978: Goldene Kamera für Ein Mann will nach oben
- 1979: Bambi
- 1979: Kunstpreis Berlin, Förderungspreis in der Sparte Darstellende Kunst
- 1985: Ernst-Lubitsch-Preis für Einmal Ku’damm und zurück
- 1985: Deutscher Filmpreis als beste Darstellerin für Einmal Ku’damm und zurück
- 1997: Verdienstorden des Landes Berlin
- 2001: Bundesverdienstkreuz am Bande (7. September 2001)[8][9]
- 2005: Goldener Vorhang des Berliner Theaterclubs für ihre Rolle in Acht Frauen von Robert Thomas
- 2009: Deutscher Comedypreis für Doctors Diary als beste Comedyserie
- 2015: Berliner Bär (B.Z.-Kulturpreis)